# Ile (distrito do Cazaquistão)
Distrito de Ile (em cazaque:  Іле ауданы), Ile aýdany) é um distrito da  Almaty (região) no Cazaquistão. 
O distrito é nomeado pelo rio Ili ("Ile" em Kazakh). Seu centro administrativo é o assentamento de Otegen Batyr. População: 191 897 (2013 estimativa); 170,695 (Resultados do Censo 2009); 120,725 (Resultados do Censo de 1999).